# Abbaye de Rohr (Thuringe)
Pour les articles homonymes, voir Rohr.
L'abbaye de Rohr est une ancienne abbaye bénédictine près du village de Rohr, dans le Land de Thuringe et le diocèse d'Erfurt.

## Histoire
Au IXe siècle, près de Meiningen, on construit une église d'architecture carolingienne consacrée à Saint Michel et destinée à devenir une église abbatiale. Cependant le monastère apparaît un siècle plus tard mais sa construction s'arrête peu après son début.
À la fin du XIIe siècle, à un kilomètre au sud-est du village, on bâtit un nouveau couvent pour les bénédictines ; il est mentionné pour la première fois en 1206.
Après l'établissement de la réforme protestante dans le comté d'Henneberg en 1544, l'abbaye est sécularisée puis dissoute. Au XVIIe siècle, on édifie au même endroit l'église Saint-Jean. Les documents médiévaux que l'on pensait perdus sont retrouvés aux archives de Saxe-Anhalt.